# فدریکو الدواین
فدریکو الدواین (اسپانیایی: Federico Elduayen‎) دروازه‌بان فوتبال اهل اروگوئه ملقب به "وایکینگ" است که در حال حاضر برای باشگاه فوتبال گوابیرا در لیگ حرفه‌ای فوتبال بولیوی بازی می‌کند.

## تیم ملی
وی همچنین سابقه‌ی حضور در تیم ملی فوتبال اروگوئه را نیز دارد و همچنین عضو این تیم در جام جهانی فوتبال ۲۰۰۲ بوده است.